# Atrichopogon callipotami
Atrichopogon callipotami är en tvåvingeart som beskrevs av John William Scott Macfie 1924. Atrichopogon callipotami ingår i släktet Atrichopogon och familjen svidknott.
Artens utbredningsområde är Egypten. Inga underarter finns listade i Catalogue of Life.